# When a Man Loves a Woman (canción)
«When a Man Loves a Woman» —en español: «Cuando un hombre ama a una mujer»— es una canción de Calvin Lewis y Andrew Wright, grabada por Percy Sledge en 1966, en Sheffield, Alabama.

## Canción
En la grabación de este gran éxito, acompañaron a Sledge los artistas Spooner Oldham al órgano, Marlin Greene a la guitarra, David Hood al bajo, y Roger Hawkins a la batería. La canción lideró las listas del Billboard Hot 100 y del Top R&B Singles de la revista Billboard de los Estados Unidos, donde fue certificado con el disco de oro.

## Versiones
- Michael Bolton: Veinticuatro años después, en 1990, Michael Bolton realizó una versión del tema, alcanzando también varios números uno en las listas estadounidenses,[4][5] y obteniendo el Premio Grammy a la Mejor interpretación vocal pop masculina en 1992.
- Kenny Rogers: Otra versión que gozó de gran popularidad fue la que el cantante de country Kenny Rogers hizo en 1997.
- Marvin Gaye
- Bette Midler
- Esther Phillips
- La canadiense Luba
- Spencer Davis Group con Steve Winwood
- John Rowles
- Johnny Rivers
- Jerry Lee Lewis
- Jimmy Barnes.
- Grupo Blue del vocalista Marc Storace en el año 1991.
- Westlife: En la última década también fue interpretada por el grupo británico de pop "Westlife".

When a Man Loves a Woman ocupa el puesto quincuagésimo cuarto de la lista de las 500 mejores canciones de todos los tiempos, según la revista Rolling Stone.